# Benthosema glaciale
La linterna oscura (Benthosema glaciale), es una especie de pez marino de la familia de los mictófidos o peces linterna.
Su pesca es escasa pero despierta un interés potencial.

## Morfología
Su longitud máxima descrita es de 10'3 cm, alcanzando una edad de hasta 8 años. 
Tanto en la aleta dorsal como en la aleta anal no tienen espinas y tienen poco más de una docena de radios blandos. Los machos tienen una sola glándula supracaudal bordeada de negro, mientras que las hembras tienen dos luminosos parches infracaudales, en ocasiones se encuentran especímenes con ambos; tienen alrededor de una docena de órganos luminosos con fotóforos en la zona anal, unos 5 o 6 por delante y unos 5 a 7 por detrás.

## Distribución y hábitat
Es un pez marino bati-pelágico de aguas profundas, no migrador, que habita en un rango de profundidad entre 0 y 1407 metros, aunque normalmente habita entre los 300 y 400 metros de profundidad Se distribuye por la mayor parte del océano Atlántico norte, incluido parte del océano Ártico y por el mar Mediterráneo, entre los 81° de latitud norte y los 11º sur, y entre los 76° de longidud oeste y 29° este.
Su hábitat es el mar de altura, mesopelágico que durante el día está a profundidades entre 375 y 800 metros mientras que durante la noche migra a agus más superficiales a una profundidad entre 12 y 200 metros. Se alimenta de copépodos, euphausiacea y otros pequeños crustáceos, que captura durante la noche.
Alcanzan la madurez cuando miden unos 3 cm, habiéndose comprobado que comienzan a reproducirse al final de la primavera, produciendo las hembras entre 160 y 2000 huevas dependiendo de su tamaño.